# Aleksy (Smirnow)
Aleksy, imię świeckie Andriej Jurjewicz Smirnow (ur. 10 kwietnia 1976 r. w Stawropolu) – rosyjski biskup prawosławny.

## Życiorys
Ukończył seminarium duchowne w Stawropolu w 1995 r., następnie studiował na Petersburskiej Akademii Duchownej, której dyplom uzyskał w 1999 r. W tym samym roku został wyświęcony na diakona przez metropolitę stawropolskiego i władykaukaskiego Gedeona, w soborze św. Andrzeja w Stawropolu. Święcenia kapłańskie przyjął z rąk tego samego hierarchy 1 sierpnia 1999 r. 24 sierpnia tego samego roku został przez metropolitę Gedeona postrzyżony na mnicha, zachowując dotychczasowe imię.
W 1999 r. został wykładowcą seminarium duchownego w Stawropolu, w latach 1999-2003 był również kierownikiem jego biblioteki. Równocześnie służył w cerkwi św. Teodozjusza Czernihowskiego w Ipatowie (1999-2000), w soborze św. Andrzeja w Stawropolu (2002-2003), w cerkwi Opieki Matki Bożej w Czerkiessku (2002), w cerkwi Wszystkich Świętych Ziemi Ruskiej w Michajłowce (2003-2004), w kaplicy św. Barbary przy technikum budowlanym w Stawropolu (2011-2012) i od 2004 do 2012 r. w cerkwi Ikony Matki Bożej "Znak" w Nadieżdzie. W latach 2009-2011 pracował równocześnie jako nauczyciel podstaw kultury prawosławnej i historii prawosławia w szkołach średnich. W 2011 r. uzyskał stopień kandydata nauk filozoficznych na Północnokaukaskim Uniwersytecie Technicznym. W 2017 r. uzyskał stopień magistra teologii na Północnokaukaskim Uniwersytecie Federalnym.
W 2012 r. objął stanowisko prorektora seminarium duchownego w Stawropolu ds. dydaktycznych. W latach 2012-2013 służył w biskupim metochionie św. Andrzeja w Stawropolu. W 2018 r. został skierowany do monasteru Ikony Matki Bożej "Wszystkich Strapionych Radość" w Tatarce.
30 maja 2024 r. Święty Synod Rosyjskiego Kościoła Prawosławnego nominował go na biskupa bakijskiego i azerbejdżańskiego. W związku z tą decyzją otrzymał w tym samym roku godność archimandryty. Jego chirotonia biskupia odbyła się 13 czerwca 2024 r. w cerkwi "Wielkie Wniebowstąpienie" w Moskwie pod przewodnictwem patriarchy moskiewskiego i całej Rusi Cyryla.